# 清武弘嗣
清武弘嗣（1989年11月12日—），日本足球運動員，現效力日職球隊大阪櫻花，前日本國家足球隊成員。

## 俱乐部生涯
2004年1月，清武弘嗣进入位于家乡的大分三神青训系统接受专业足球培训。2008年1月，清武弘嗣与大分三神签订职业合同。
2010年，由于大分三神财政恶化，不得不抛售队中的主力球员，清武弘嗣和高橋大輔、上本大海一同转会加盟大阪樱花。在赛季初清武弘嗣并没有得到太多的机会，但在当年7月份香川真司转会加盟多特蒙德后，他开始逐渐占据球队主力位置。
2012年7月1日，清武弘嗣正式以120万欧元的转会费转会至德甲联赛的纽伦堡足球俱乐部，双方签订一份为期三年的合同。
2014年7月25日，德甲球隊漢諾威96宣布球队已经以430万欧元转会费签下清武弘嗣，双方签约4年，合同至2018年6月30日。
2016年6月10日，西甲联赛的塞维利亚足球俱乐部宣布与清武弘嗣正式签约，双方签约四年，转会费为650万欧元。
清武弘嗣在联赛首秀主场6比4战胜西班牙人的比赛中打入自己的首个联赛进球，不过之后因为语言障碍的因素，无法得到主帅豪尔赫·桑保利的信任，在俱乐部的地位逐渐边缘化，首发的位置也因为塞维利亚的中场人才济济，逐渐被萨米尔·纳斯里等人取代。
2017年2月1日，日职联赛球队大阪樱花宣布清武弘嗣回归。2017年赛季帮助大阪樱花获得日职联赛冠军。

## 国家队生涯
2011年8月10日，清武弘嗣在日本和韩国的友谊赛中替补冈崎慎司出场，首次為国家隊比赛中亮相。他在比赛中两次助攻，帮助日本3-0取胜。9月2日，在与朝鲜的世界杯外围赛中，清武弘嗣助攻吉田麻也在最后时刻攻入制胜入球。
2014年6月，在巴西举行的2014年世界杯足球赛上，清武弘嗣在日本对阵哥倫比亞的小组赛中登场亮相。
扎切罗尼时代之后，清武弘嗣就成了日本国家队的常客。有一段时间无法被代替的他在去年的6月、9月、10月、11月等四次召集中都没有入选。在12月的2017年东亚杯中，他又因为受伤而没有获得出场机会，临时退出了日本国家队。

## 外部連結
- 清武弘嗣 – FIFA國際賽競賽紀錄 (存檔)
- 日本職業足球聯賽中的清武弘嗣 （日語）
- Profile at Cerezo Osaka （页面存档备份，存于）
- Hiroshi Kiyotake （页面存档备份，存于） at 1. FC Nürnberg
- Soccerway資料庫：清武弘嗣